# 布倫滕里格爾山

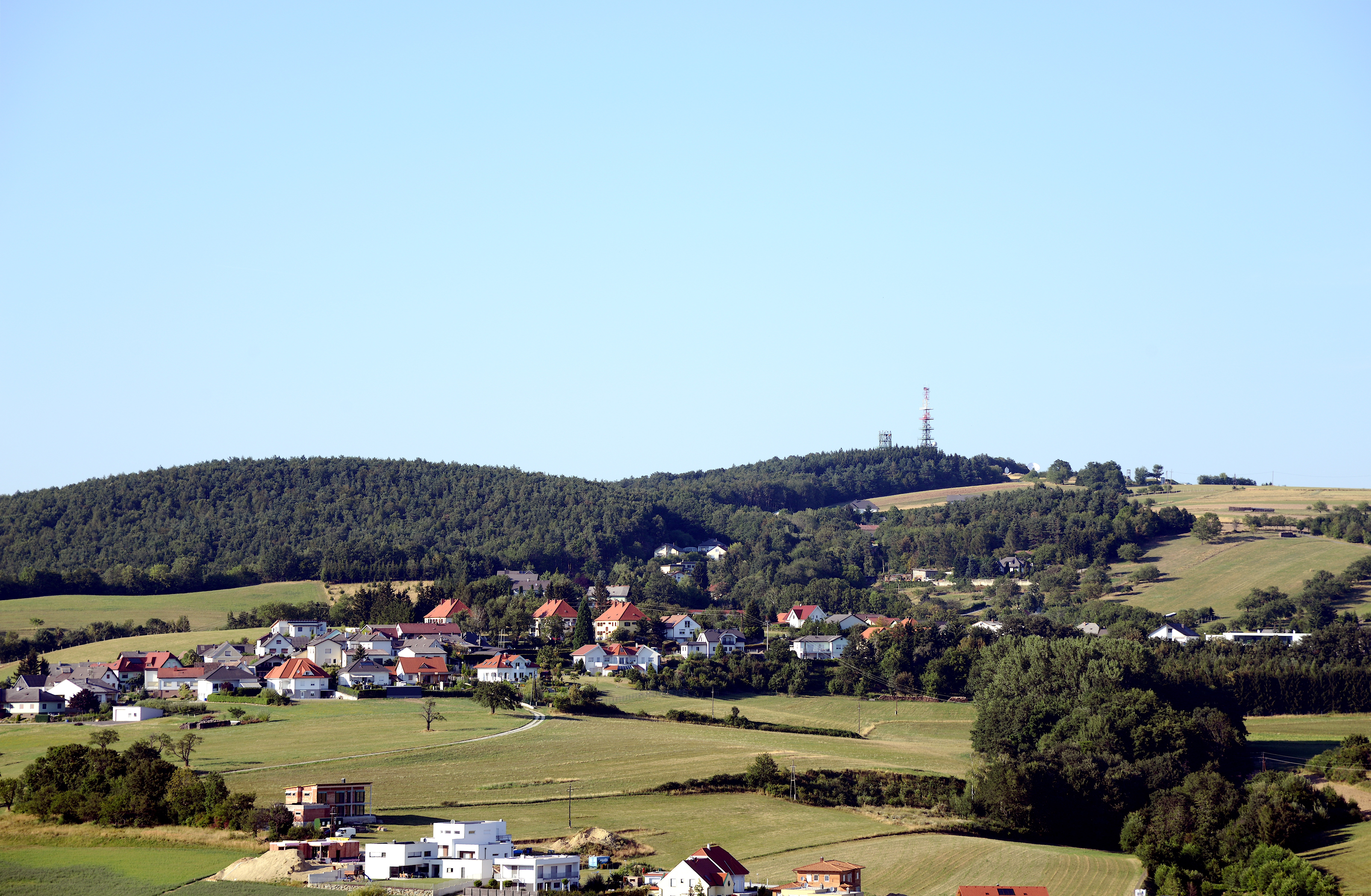

47°39′34″N 16°23′26″E / 47.65944°N 16.39056°E
布倫滕里格爾山（德語：Brenntenriegel），是奧地利的山峰，位於該國東部，由布爾根蘭州負責管轄，距離錫格拉本科格爾山1.9公里，海拔高度606米，每年平均降雨量1,074毫米。